# ماء كوني

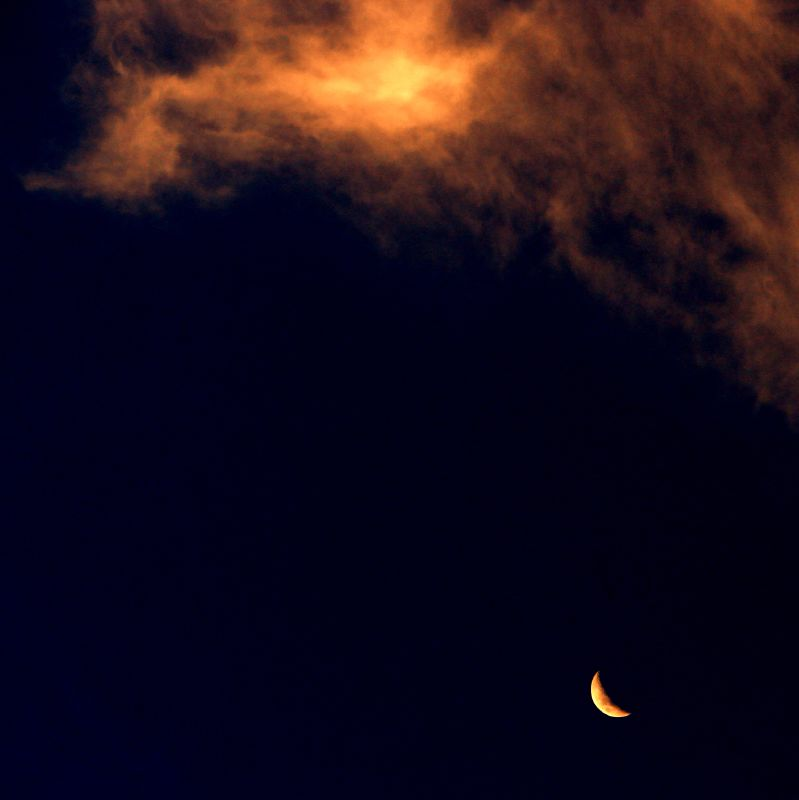
يوجد الماء على الأرض كسحب كما يوجد على القمر.

ماء كوني أو وجود الماء في الكون فهو يوجد في أماكن عديدة من الكون، فإن الماء من المركبات الكيميائية التي يكثر وجودها في الكون. لا يوجد الماء فقط على الأرض وإنما يوجد في كواكب أخرى من المجموعة الشمسية وكذلك في أنظمة كواكب أخرى خارج المجموعة الشمسية وفي الأوساط بين النجوم في المجرة. وحتى في المجرات البعيدة عنا التي يصلنا ضوؤها عبر أكثر من 12 مليار سنة فتدل القياسات الطيفية على وجود الماء فيها.
طبقا للقياسات المطيافية تكون الكون بعد الانفجار العظيم في زمن أقل من مليارين من السنين. ويظهر الماء خارج الأرض في صورتين: بخار وثلج؛ ولم يعثر على الماء في الكون في حالته السائلة المستمرة مباشرة. ولكن توجد مؤشرات أن بعض الأقمار الثلجية الموجودة في الكواكب الخارجية يوجد الماء تحت أسطحها. وتلك المؤشرات بالغة الأهمية إذ أن وجود ماء بالإضافة إلى وجود طاقة حرارية (أشعة الشمس)، ومواد كيميائية من العوامل التي يمكن ان تنشأ منها حياة، حياة كتلك التي نعرفها.
وأكثر معلوماتنا عن وجود الماء حصلنا عليها من المجموعة الشمسية. فبالإضافة إلى الأرض يوجد الماء في كثير من الأجرام السماوية، أحيانا بكميات كبيرة أو صغيرة، وفي حالات طبيعية مختلفة. إلا أن الماء يظهر على الأرض مباشرة على سطحها في أطواره الطبيعية الثلاث: ماء، وثلج، وبخار؛ مستمرا وبكميات كبيرة. وهذه الطبيعة تجعل من الأرض في المجموعة الشمسية جرما سماويا فريدا، فإنها «الكوكب الأزرق» 

## ماء بلوري

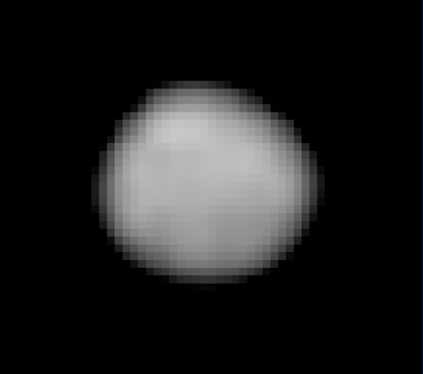
كويكب «بالاس» به معادن تحوي الماء.

الماء البلوري هو ماء داخل في تركيب بعض المعادن. ويدخل الماء في تركيب صخور تلك المعادن. وقد ثبت وجود الماء البلوري في الكويكب سيرس
, الكويكب الكبير «بالاس»
 والكويكب فستا،  والقمر  والكويكبات من التصنيف | B وG وF و C  وقبل كل شيء كوندريتات كربونية. كما عثر على معادن تحوي الماء على المريخ. وبالطبيعي يوجد الماء على الأرض. ولم يعثر حتى الآن على ماء بلوري خارج المجموعة الشمسية.

## الثلج
يسمى كل ما يوجد من ثلج على جرم سماوي «غلاف ثلجي» أو «كرة ثلجية»، وقد يكون الجرم السماوي كله ثلجيا أم جزئيا. ويمكن الغلاف الثلجي أن يغطي الجرم السماوي كله فيكون له كرة ثلجية تغطيه كله. ولكن من الممكن أن يكون الثلج في المناطق الأشد برودة على الجرم السماوي، وفي تلك الحالة فيكون له غلاف ثلجي محدود.

### المجموعة الشمسية
معظم الماء الموجود في المجموعة الشمسية عبارة عن ثلج. ويوجد أكثر الثلج في المناطق الباردة في الجزء الخارجي من المجموعة الشمسية. تبدأ تلك المنطقة على بعد 3 وحدة فلكية من الشمس بين مداري المريخ والمشتري. وهناك يبدأ «حد الصقيع». وخارج تلك الحدود تضعف الأشعة الشمسية بحيث لا تستطيع أن تجعل الثلج يتسامى (يتحول مباشرة إلى بخار). ونظرا إلى ذلك فيستطيع الثلج البقاء لمدة طويلة ويتجمع.

#### داخل المجموعة الشمسية
لا يوجد لأجرام المجموعة الشمسية الداخلية كرة ثلجية تغطي الكوكب منها بالكامل. وينقصر وجود الثلج في أشد مناطقها برودة، أو في مناطق تحت السطح لا تصلها أشعة الشمس.

##### عطارد
توجد على عطارد -وهو أقرب الكواكب للشمس- المنطقتان القطبيتين التي لا تصل إليها أشعة الشمس مستمرا. ويوجد الثلج هناك تحت طبقة ريجوليت يبلغ سمكها 10-20 سنتيمتر. ويبلغ سمك طبقة الثلج عن قطبي عطارد بين عدة عشرات السنتيمتر إلى عدة أمتار. وتقدر كتلة الثلج في القطب الشمالي لعطارد بين 20 إلى 1000 مليار طن.

ويبدو أن هذا الثلج قد أتى إلى عطارد عن طريق نيازك محملة بالثلج واصطدمت به.

##### الأرض
أكبر المناطق المحلية التي تمتلك أغلفة ثلجية في المجموعة الشمسية هي الأرض. وصل حجم الغلاف الثلجي على الأرض إلى نحو 24 مليون كيلومتر مكعب في عام 1990. ويوجد الثلج على الأرض في صورتين: الثلج في القطب الشمالي وجرينلاند والقطب الجنوبي،
وفي ثلج غير قطبي يوجد في المثلجات على قمم الجبال العالية، مثلما على جبال الألب وجبال هملايا، وفي كليمنجارو بأفريقيا.
كما يوجد الثلج أيضا في بعض الكهوف، ويمكن أن ينزل من السماء كجليد.
وكانت الكرة الثلجية على الكرة الأرضية منتشرة وبلغت ذروتها خلال عصر ستورتي وعصر مارينوي خلال حقبة ما تسمى كريوغينيوم، قبل نحو 635 مليون سنة. ولكن الكرة الثلجية في تلك العصور لم تغطي الأرض بالكامل.
. ولم تعاصر الأرض أي عصرا من العصور كانت مغطاة كاملا بالثلج.
| الماء على الأرض                                |
| ---------------------------------------------- |
| - ماء بلوري - ثلج - ماء - بخار - ماء فوق الحرج |

ملحوظة: الماء فوق الحرج هو ماء يخرج من قاع البحار شديد السخونة، تصل درجة حرارته فوق 400 درجة مئوية.

##### القمر
يوجد على القمر مناطق محدودة صغيرة نسبيا ذات غلاف ثلجي. وهي شبيهة بالمناطق المماثلة لها على عطارد، حيث يوجد الثلج في قيعان الفوهات الأرضية بالقرب من قطبي القمر. لا تصل أشعة الشمس إلى تلك الفوهات وربما مر عليها مليارات السنين في الظل.

| ماء القمر         |
| ----------------- |
| - ماء بلوري - ثلج |

##### المريخ

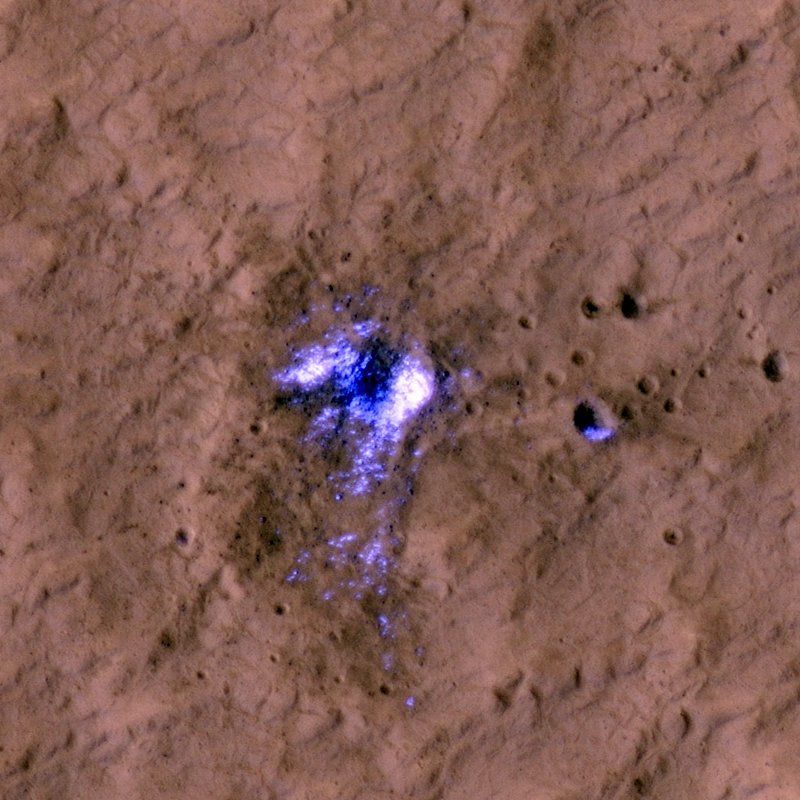
ظهر الثلج في فوهة حديثة على المريخwurde حيث يكون عادة مختفيا تحت السطح.

يمكن اعتبار المناطق المحدودة للغلاف الثلجي على المريخ بنظيرتها على الأرض
. فهي مناطق لا تشمل فقط قطبي الكوكب. ويوجد ثلج الغازات النبيلة كثلج جاف (ما عدا خلال الصيف)
 وهو معطى بطبقات رسوبية. وقد تبت وجود عدة آلاف كيلومترات مكعبة من ثلج الماء عند القطب الشمالي للمريخ.
 ويشغل منطقة تقدر بنحو 900.000 كيلومتر مربع، ويصل عند منتصفه إلى سمك نحو 2 كيلومتر. ويوجد الثلج بكمية تقدر بنحو 1.600.000 كيلومتر مكعب عند القطب الجنوبي.
وخارج منطقتي القطبين فتوجد مساحات ممتدة بها ثلج الماء.
ويبدو الثلج مستقرا عند خطوط العرض بعيدا عن خط الاستواء إذا كان يوجد على عمق بين 1 - 2 متر.
 وإذا كان موجودا في أعماق أكثر عمقا فيمكن أن يكون موجودا أيضا عن خط الاستواء. ولذلك يوجد في منطقة «دوترونيلوس منساي» ثلج تحت السطح تمتد عبر عدة كيلومترات.
 وحتى في منطقة «فاليس مارينريس» عند خط الاستواء يوجد نحو 1.000.000 كيلومتر مكعب من الثلج تحت طبقات رسوبية
.
يفسر العلماء المخزنتين الاخيرتين بأنهما عبارة عن «ثلج أحفوري»، حيث يمكن أن يكون قد تكون خلال مرحلة مثلجة وغطتها الرمال والحصى.
من وجود ذلك الثلج الاحفوري في مناطق غير منطقتي القطبين على المريخ يمكن استنتاج أنه مر على المريخ عصرا جليديا على الأقل: وأن المريخ قد مر عليه عصر على الأقل كانت له غلاف ثلجي غطته كاملا حتى وصلت مناطقة الاستوائية. وحاليا فهو يمتلك غلافا ثلجيا أصغر ولكن تحت السطح. ويظهر في أيامنا هذه الثلج في بقع صغيرة على السطح في منطقتي القطبين للمريخ.
توجد مؤشرات بسقوط الجليد على سطح المريخ من سحب قبل نحو 7و3 مليار سنة. ثم انصهر هذا الجليد بعد ارتفاع درجة حرارة الغلاف الجوي. وعلى ذلك يكون الماء الناتج قد انساب وغمر الوديان، وعمل على تعريتها.
| ماء المريخ                                |
| ----------------------------------------- |
| - ماء بلوري - ثلج - ماء سائل - بخار الماء |

#### حزام الكويكبات
عثر على الماء أيضا في حزام الكويكبات -وهو المنطقة الوسطية في المجموعة الشمسية. فيوجد على أسطح الكويكب «تيمس»
 و «سيبل»
.
وربما يوجد الثلج أيضا على سطح الكوكب القزم «سيريس». وهو موجود تحت السطح ويظهر في منطقتين، حيث يتسامى منه البخار، وقد أثبتت المشاهدات ذلك.

| ماء حزام الكويكبات             |
| ------------------------------ |
| - ماء بلوري - ثلج - بخار الماء |

#### الجزء الخارجي للمجموعة الشمسية
تمتلك عدة أجرام سماوية في الجزء الخارجي للمجموعة الشمسية كرة ثلجية تغطيها بالكامل. وهو يوجد بين مداري المشتري ونبتون على أقمار الكواكب الغازية. كما توجد كرة ثلجية على أسطح الكواكب الصغيرة الواقعة خارج مدار نبتون وعلى أسطح أقمارها. ولكن ثلجها لا يتكون فقط من ثلج الماء وإنما توجد أنواع أخرى من ثلوج المركبات، وقد تكون ثلوج العناصر هي الغالبة،  مثل تلج الأمونيا

وثلج أول أكسيد الكربون،
وثلج الميثان، وثلج النتروجين أو ثلج جاف (ثلج ثاني أكسيد الكربون).

## اقرأ أيضاً
- ماء سائل خارج الأرض